# Óscar Casanovas
Óscar Casanovas (castellà: Oscar Casanovas)  (Avellaneda, 15 de maig de 1914 - Argentina, 1987) va ser un boxejador argentí que va competir durant la dècada de 1930.
El 1936 va prendre part en els Jocs Olímpics d'Estiu de Berlín, on guanyà la medalla d'or en la categoria del pes ploma del programa de boxa. En la final va guanyar al sud-africà Charles Catterall. Com a professional va disputar dos combats, un guanyat i un altre perdut.